# Julius Volek-Choráz
Julius Volek-Choráz (20. června 1888 Hustopeče nad Bečvou – 24. srpna 1928 Moskva) byl český učitel, novinář a komunistický politik.

## Mládí
Narodil se jako poslední ze čtyř dětí Josefa Volka (1846 – 1905), který se nejdřív živil jako podruh a později získal místo písaře. V letech 1900 – 1908 vystudoval i přes neutěšenou rodinnou finanční situaci učitelský ústav v Příboře. Zde přispíval do studentského časopisu Nový Máj pod pseudonymem Choráz, který si zvolil podle básně Trojí paměti Víta Choráze od Julia Zeyera. Pseudonym pak používal až do smrti.
První učitelské místo získal na dvoutřídní škole ve Vranovicích, odkud po třech letech (1911) přešel do Horních Otaslavic. Na obou působištích se zapojil do kulturního života. Byl též dirigentem Dělnického pěveckého sdružení v Prostějově a v těsně předválečných letech se angažoval v sociálně demokratické straně. V Prostějově vystupoval i jako řečník na přednáškách, které se týkaly hlavně hudby. V roce 1914 narukoval na ruskou frontu.

## Zajatcem a revolucionářem v Rusku (1914 – 1920)
Už po třech měsících ve válce se Volek–Choráz dostal do ruského zajetí. Internován byl nejprve na Sibiři a později na Ukrajině. V zajetí se naučil rusky a především se z něj stal přesvědčený komunista, hlavně díky setkání s bolševickými vyhnanci. Není proto divu, že při první příležitosti, která nastala po únorové revoluci v roce 1917, se zapojil do politického života. V Kyjevě se podílel na založení české sociálně demokratické organizace. Současně se stal redaktorem jejího listu Svoboda, jehož první číslo vyšlo 19. října 1917 (podle nového kalendáře). Vzápětí ovšem organizaci zasáhl diferenciační proces, způsobený říjnovou revolucí. Ve dnech 25. – 26. listopadu 1917 se Volek–Choráz účastnil konference sociálně demokratické levice, která se plně přihlásila a solidarizovala s novou bolševickou mocí.
V únoru 1918 sice narukoval do Rudé armády, ale již v květnu se přesunul do Moskvy, kde redigoval nový časopis Průkopník svobody. 25. května 1918 byl jedním z delegátů ustavujícího sjezdu Československé komunistické strany na Rusi a výraznou měrou se poté podílel na její činnosti jako člen ústředního výkonného výboru. V březnu 1919 se vedení strany přesunulo do Kyjeva, časopis Průkopník svobody byl nahrazen listem Pravda, který opět redigoval Volek–Choráz. Závěru svého pobytu v Rusku pak pracoval jako sekretář Mezinárodního výboru zahraničních zajatců při Komunistické internacionále. Začátkem roku 1920 se vrátil do vlasti i s manželkou Klaudií Najďomovou (1895-?), s níž se oženil v lednu 1919, a s malou dcerkou Annou.

## Život a činnost v Československu
Volek–Choráz se nejprve vrátil na učitelské místo v Horních Otaslavicích, odkud ale byl již v roce 1921 přeložen na obecnou a později měšťanskou školu v Kostelci na Hané.
Především ale vrcholila jeho politická kariéra. Jako delegát ustavujícího sjezdu KSČ v květnu 1921 se podílel na jejím prvním programu, stranické funkce však vykonával na rodné Hané – v okresním, později krajském výboru KSČ v Prostějově. Často řečnil na politických schůzích, účastnil se komunistických kulturních akcí a zařadil se mezi nejschopnější přispěvatele do Stráže lidu, vycházející v Prostějově a od roku 1924 v Přerově. Jeho články se často týkaly propagace SSSR a dění v této zemi. V roce 1925 byl zařazen na druhé místo kandidátky v kraji, ale mandát do poslanecké sněmovny nezískal.
Nadále se podílel na kulturní činnosti, dokonce se pouštěl do vlastní hudební tvorby. Zkomponoval např. sborovou skladbu k básni Jiřího Wolkera Jitřní píseň, složil scénickou hudbu k divadelní hře Plumlovská Sněhurka od Vojtěšky Baldessari-Plumlovské. Některé hry jako ochotnický divadelník nastudoval a prezentoval.
Politická činnost, zejména jeho radikální projevy, jej stála učitelské místo, neboť roku 1926 byl, i přes protesty některých jeho kolegů, propuštěn ze školských služeb. Strana ho však nenechala na holičkách a přidělila mu již v únoru redakci Rovnosti, která vycházela v Brně. V Rovnosti založil několik rubrik – rubrika Instruktor se týkala agitace pro závodní buňky a pro politické uvědomění straníků vůbec, další rubrika přinášela zprávy o životě v SSSR. Stal se členem krajského byra strany v Brně a vyučuje na politických stranických školách, včetně té ústřední v Liberci.
O rok později je delegátem IV. sjezdu KSČ a roku 1928 je vyslán na kongres Komunistické internacionály do Moskvy. Z hlavního města SSSR se však Volek–Choráz již nevrátil. Zemřel zde na záchvat mrtvice 24. srpna 1928. Pohřben je u Kremelské zdi.[zdroj⁠?!]
Osobnost Julia Volka–Choráze připomínaly pamětní desky v Hustopečích a v Kostelci. V roce 1963 vyšel knižně soubor jeho novinových statí. V prosinci 1977 se jeho životem a činností zabývalo vědecké kolokvium v Přerově, pořádané Muzeem J. A. Komenského. Ideologická konference o životě Volka-Choráze proběhla též k výročí jeho stých narozenin v Prostějově v červnu 1988. Za zmínku stojí, že se jí zúčastnila i 93letá vdova Klaudie Najďomová-Chorázová.